# Vogelherdhöhle
Vogelherdhöhle – jaskinia położona w dolinie rzeki Lone w Jurze Szwabskiej, niedaleko Niederstotzingen w niemieckim kraju związkowym Badenia-Wirtembergia, około 30 km na północny wschód od Ulm. Paleolityczne stanowisko archeologiczne.
Jaskinia została odkryta przypadkowo w maju 1931 roku przez podążającego śladami borsuka Hermanna Mohna. Po znalezieniu we wnętrzu jaskini narzędzi kamiennych Mohn powiadomił o swoim odkryciu dr Gustava Rieka z Uniwersytetu w Tybindze, który w 1932 roku przeprowadził na stanowisku prace archeologiczne. Podczas wykopalisk odsłonięto kilka warstw stratygraficznych sięgających od czasów kultury mustierskiej do neolitu, z których wydobyto liczne narzędzia kamienne. Z warstw związanych z kulturą oryniacką, datowanych na ok. 36-30 tys. lat BP wydobyto kościane figurki przedstawiające zwierzęta, m.in. mamuta, konia i lwa jaskiniowego, jak również szczątki ludzkie zbliżone anatomicznie do człowieka współczesnego.
W 2006 roku wznowiono prace archeologiczne w jaskini, odnajdując kolejne figurki kościane, m.in. mamuta o długości 3,7 cm.

## Galeria

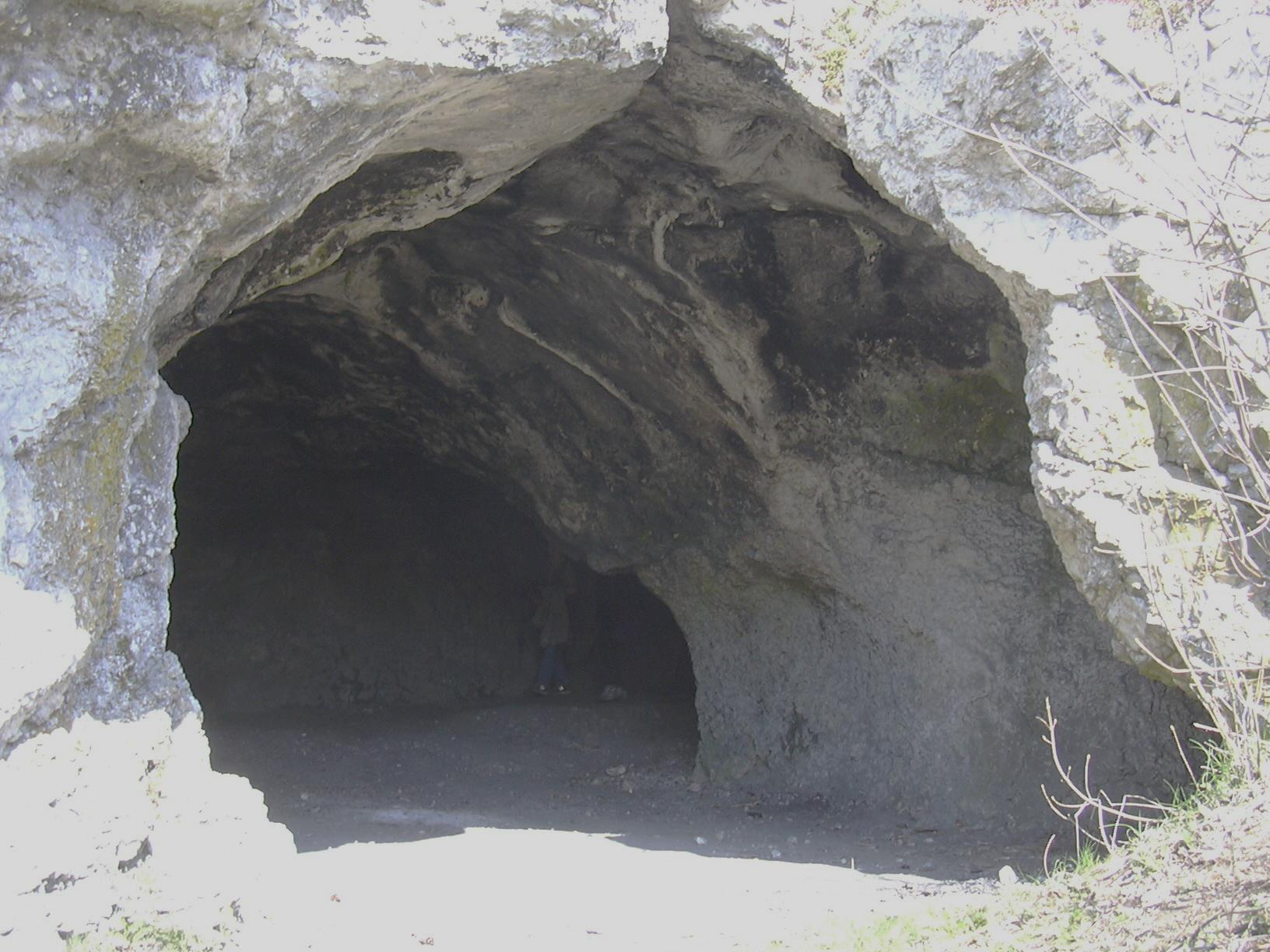
Wejście do jaskini
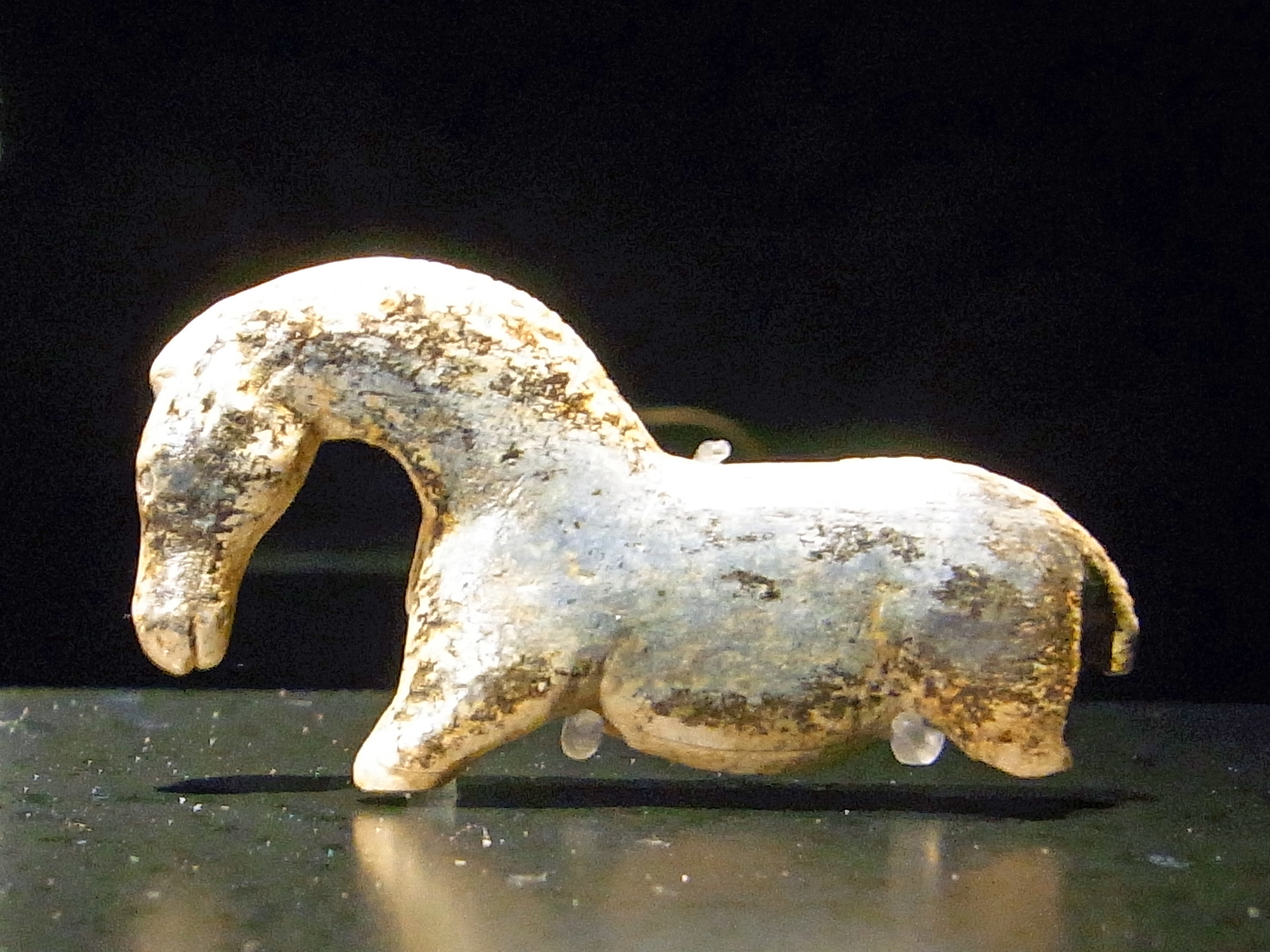
Figurka konia
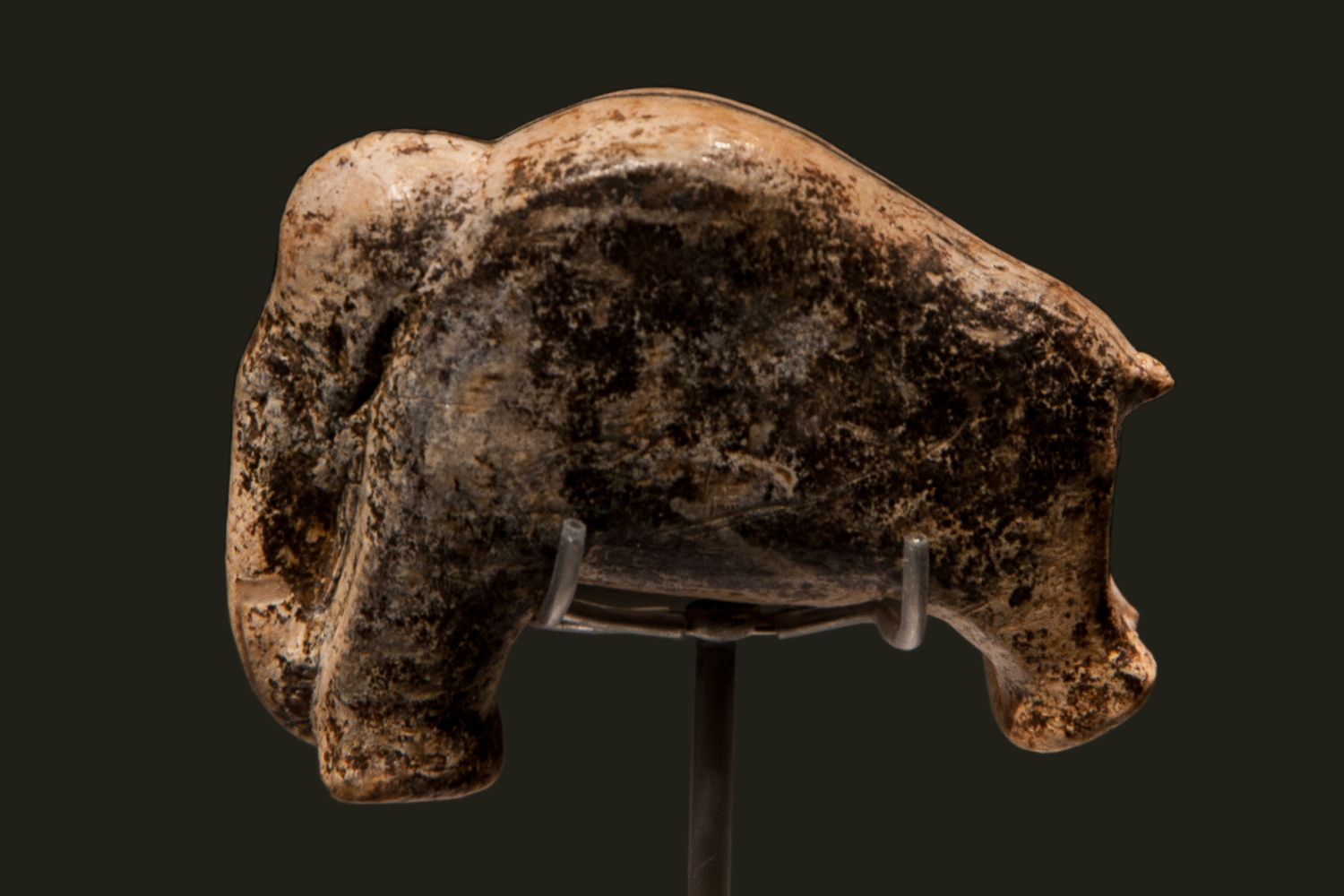
Figurka mamuta
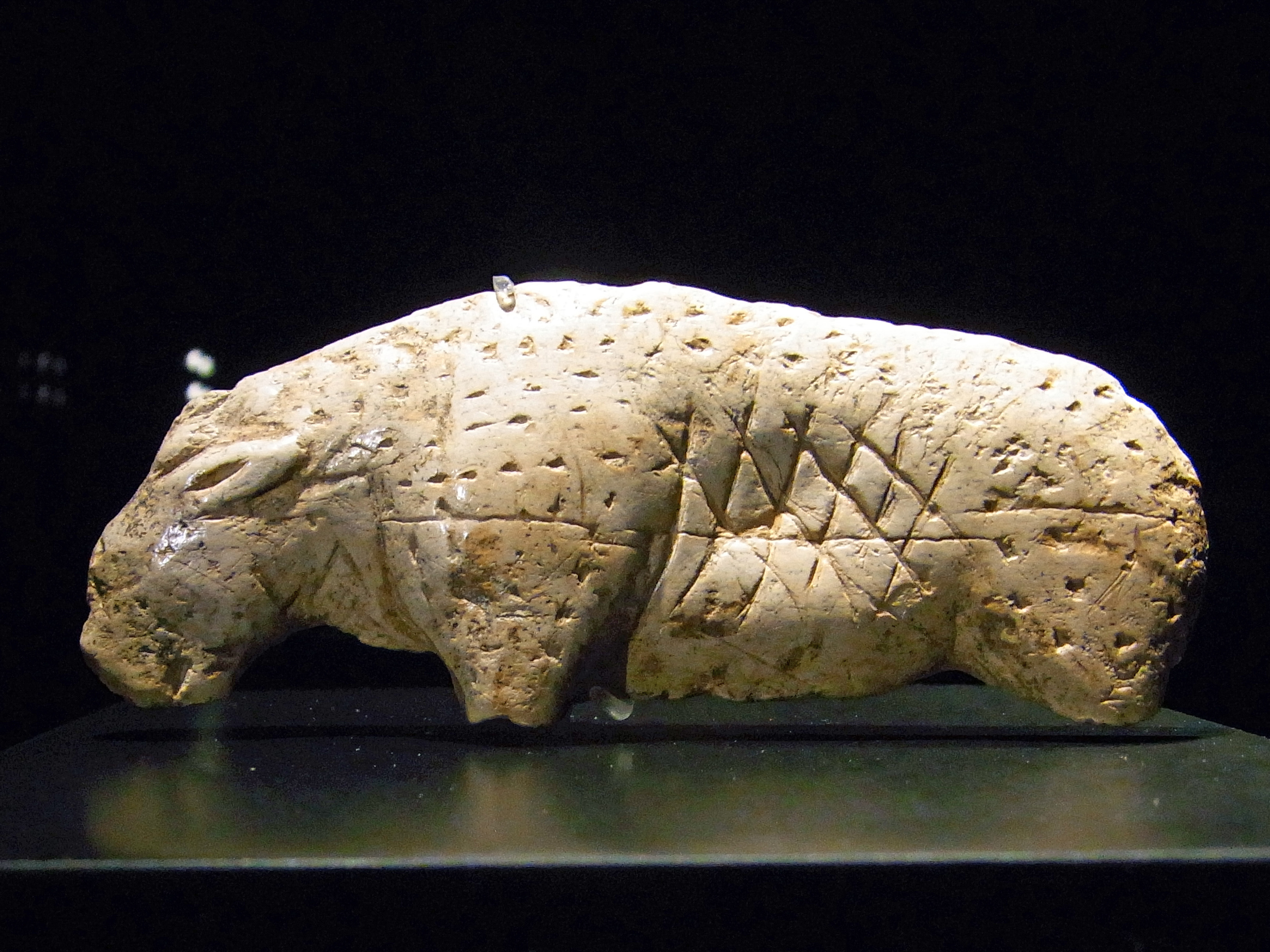
Figurka lwa